# Ormosia bucera
Ormosia bucera là một loài ruồi trong họ Limoniidae. Chúng phân bố ở miền Tân bắc.